# Eremit (bille)
|  | Denne artikel handler om billearten eremit, men ordet kan også henvise til eneboer eller eremitkrebs |
Eremit (Osmoderma eremita) er en billeart i familien torbister og en af de større blandt de danske biller. Arten er stærkt knyttet til meget gamle træer, idet larverne lever i træsmulderet i bunden af store hulheder i disse. Den type levested er på grund af den intensive skovdrift blevet så sjælden, at eremitten er beskyttet af EUs Habitatdirektiv.

## Udseende
Eremitten er en stor brunsort bille med kobberglans, der måler 2,4-3,2 centimeter. Vingedækkerne har fortil en fremspringende bule. Forbrystet er forsynet med en midterfure, og fortil på hver side af denne findes en lille knude. Den har en ruslæderagtig lugt.

## Levevis
Eremitten er helt afhængig af hule, gamle træer. Det er især ege, men der kendes også yngletræer af andre arter, fx lind og bøg. Larverne kravler rundt i ”lommeulden” af træsmulder i bunden af hulhederne i tre år, før de forvandler sig til voksne biller. De voksne biller lever blot omtrent en måned, som de skal bruge til at parre sig i og – for hunnernes vedkommende – at finde hen til et nyt hult træ. De voksne dyr kan ses flyve fra midsommer til september.
Yngletræerne er som regel ’veterantræer’ – store, flere hundrede år gamle træer. Mikroklimaet har stor betydning for levestedets kvalitet – yngletræerne er ofte fritstående, fx i lysninger, hvor stammen kan få direkte sol. Hulhederne, hvor billen yngler, kan findes ganske højt oppe i stammen eller i store grene i 10-20 meters højde.

## Udbredelse
Eremitten forekommer sparsomt over et ganske stort udbredelsesområde i Europa og lader til at være aftaget i hyppighed i alle Europas lande. Relativt høje tætheder af arten finder man i Centraleuropa (nordlige Italien, Østrig, Tjekkiet, sydlige Polen og østlige Tyskland), visse dele af Nordeuropa (sydøstlige Sverige, Letland) og Frankrig. I nogle områder af det nordvestlige Europa er arten uddød eller findes blot enkelte steder (Norge, Danmark, Nederlandene, Belgien, nordøstlige Frankrig). Få data findes fra det sydøstlige Europa. Eremitten er opført på Bilag II til EUs Habitatdirektiv, endog som særligt prioriteret. På IUCN internationale rødliste er arten anført som "Næsten truet".

## Forekomst i Danmark
Eremitten har tidligere været udbredt fra Østjylland til Falster på ganske mange lokaliteter. I dag findes bestande på 10 lokaliteter – 9 i private skove og én i statsskov. Nogle af bestandene er meget små. Der er totalt set kun cirka 60 træer beboet af eremitter i Danmark, hvilket ikke anses som tilstrækkeligt til at sikre artens langsigtede overlevelse i landet.